# Strömtorps station
Strömtorps station, tidigare Carlskoga station (från 1866 till 1900), är en driftplats och tidigare järnvägsstation i stadsdelen Strömtorp i Degerfors på Nordvästra stambanan och på Nora Bergslags Järnväg. Den anlades 1866 och stängdes 1976.
Stationen bytte namn till Strömtorps station den 1 oktober 1900.